# نوپسرها آنتناتا
نوپسرها آنتنّاتا یک گونه سوسک از خانوادهٔ سوسک‌های شاخک‌دراز است. این گونه توسط چارلز جوزف گاهان در سال ۱۸۹۴ توصیف و بررسی شد.